# Frank Waters
Frank Waters (Colorado Springs, 25 luglio 1902 – Arroyo Seco, 3 giugno 1995) è stato uno scrittore statunitense; i suoi romanzi e le sue opere storiche infatti sono ambientate nel sud-ovest statunitense.

## Biografia
Nato a Colorado Springs, in Colorado, figlio di May Ione Dozier Waters e Frank Jonathon Waters. Il padre, di origini in parte Cheyenne, indirizzò Waters alla scoperta della cultura dei nativi americani, accompagnandolo nel 1911 presso la riserva Navajo nel Nuovo Messico, viaggio che lo scrittore in seguito narrò in un suo scritto: The Colorado. L'esperienza vissuta, oltre alla scomparsa del genitore avvenuta 20 dicembre 1914, contribuirono a accentuare la curiosità per le proprie origini.
Frequentò, nella città natale, il Colorado College e si iscrisse a ingegneria, ma abbandonò gli studi senza laurearsi. Si trasferì a Los Angeles assunto dalla Southern California Telephone Company, svolgendo l'attività di ingegnere fino al 1935 e responsabile del traffico per la società sia nella metropoli californiana e nei suoi dintorni.
La prima opera letteraria, un romanzo Fever Pitch esce nel 1930, seguito cinque anni da The Wild Earth's Nobility, romanzo autobiografico. Nel 1936 dopo le dimissioni dall'impiego alla Southern, si allontana da Los Angeles e mentre è impegnato a scrivere la biografia di W. S. Stratton, intitolata Midas of the Rockies, fa la spola tra il Colorado e il Nuovo Messico. Stringe in questo periodo, amicizia con Mabel Dodge Luhan e il marito Tony Luhan frequentando il Pueblo di Taos.
In occasione dell'entrata in guerra degli Stati Uniti nella seconda guerra mondiale, Waters si trasferì a Washington D.C. per lavorare presso l'Ufficio del Coordinatore degli affari inter-americani. Mentre svolgeva le mansioni nell'esercito da cui fu congedato nel 1943, scrisse il suo capolavoro, The Man Who Killed the Deer, che fu pubblicato nel 1942.
Due anni dopo Waters sposò Lois Moseley, dalla quale divorziò nel 1946. Chiusasi la parentesi presso la capitale, lo scrittore fece ritorno in Nuovo Messico, per stabilirsi nella città di Taos ove proseguì nell'attività letteraria. Nel 1947 si risposa, con Jane Somervell e si trasferisce nell'attigua località di Arroyo Seco.
Con la qualifica di redattore capo collabora con il quotidiano bilingue di Taos, El Crepusculo, testata per cui lavora dal 1949 al 1951, e come recensore per la Saturday Review of Literature dal 1950 al 1956.
In questo periodo riceve il premio letterario Taos Artists Award (1953), lavora anche per il Los Alamos National Laboratory e per la città di Las Vegas. Assume negli anni seguenti altri incarichi per diversi datori di lavoro.
Nel 1979 si sposa per la terza volta con Barbara Hayes, risiedendo in parte a Sedona, in Arizona e Arroyo Seco.
Waters fu autore prolifico e realizzò durante la carriera di diversi romanzi, articoli e saggi. Nel 1963 pubblica Libro degli Hopi che tratta della dimensione religiosa e simbolica della vita raccontata dal punto di vista raccolto da Waters presso il popolo nativo assistito da un appartenente alla tribù di nome Orso bianco. Lo scritto fu criticato per la non verificabilità e per l’approccio non scientifico, mentre queste sia caratteristiche l’hanno fatto diventare un classico della controcultura molto apprezzato nei campus universitari negli anni sessanta e settanta del XX secolo. Un'altra opera di Waters da menzionare è Mexico Mystique: The Coming Sixth World of Consciousness del 1975.
Nel 1970 fu tra i candidati al premio Nobel per la letteratura che fu poi assegnato allo scrittore sovietico Aleksandr Isaevič Solženicyn.
Waters scomparve ad Arroyo Seco il 3 giugno 1995.

## Opere

### Romanzi
- (EN) Fever Pitch, 1930.
- (EN) The Wild Earth's Nobility, 1935.
- (EN) Frank Waters, Below Grass Roots, Swallow Press, 2022  [1937],  p. 244, ISBN 978-08-0401-048-1.
- (EN) Frank Waters, The Dust within the Rock, Ohio University Press, 2002  [1940],  p. 272, ISBN 978-08-0401-049-8.
- (EN) Frank Waters, The Man Who Killed the Deer, Ohio University Press, 1951  [1942],  p. 266, ISBN 978-08-0400-194-6.
- (EN) River Lady, 1942.
- (EN) Frank Waters, Yogi At Cockroach Court, Ohio University Press, 1947,  p. 277, ISBN 978-08-0400-613-2.
- (EN) Diamond Head, 1948.
- (EN) Frank Waters, The Woman at Otowi Crossing, Ohio University Press, 1987  [1965],  p. 314, ISBN 978-08-0400-893-8.
- (EN) Pike's Peak, 1972.
- (EN) Flight from Fiesta, 1986.

### Altri lavori pubblicati
- (EN) Midas of the Rockies, 1937.
- (EN) The Colorado, 1946.
- (EN) Frank Waters, Masked Gods: Navajo and Pueblo Ceremonialism, Sage Book, 1950,  p. 438.
- (EN) The Earp Brothers of Tombstone: the Story of Mrs. Virgil Earp, 1960.
- (EN) Frank Waters, Book of The Hopi, Viking, 1969  [1963].
- (EN) Robert Gilruthi, 1963.
- (EN) Leon Gaspard, 1964.
- (EN) Frank Waters, Pumpkin Seed Point, Ohio University Press, 1973  [1969],  p. 175, ISBN 978-08-0400-635-4.
- (EN) To Possess the Land: A Biography of Arthur Rochford Manby, 1973.
- (EN) Frank Waters, Mexico Mystique: The Coming Sixth World of Consciousness, Ohio University Press, 1989  [1975],  p. 336, ISBN 978-08-0400-922-5.
- (EN) Frank Waters, Mountain Dialogues, Ohio University Press, 1999  [1981],  p. 247, ISBN 978-08-0401-018-4.
- (EN) Brave Are My People: Indian Heroes Not Forgotten, 1993.
- (EN) Frank Waters, Of Time and Change: a Memoir, MacAdam Cage Publishing, 1998,  p. 272, ISBN 978-18-7844-886-6.